# 수원시의 향토유적
수원시의 향토유적은 다음 각 호에 해당하는 것을 말한다.
1. 문화재보호법 및 전통건조물보존법에 의거 문화재 및 전통건조물로 지정되지 아니한 것으로서 향토의 역사, 예술상 가치가 있는 것과 이에 준하는 고고자료
2. 향후 문화재로서 보존가치가 있는 것으로 기대되는 유적
3. 향토문화, 토속, 풍속을 연구하는데 필요한 자료

## 지정 목록
| 번호 | 그림 | 명칭                       | 소재지                                                  | 소유자 (관리자) | 지정·해제일자                                                           | 비고 |
| ---- | ---- | -------------------------- | ------------------------------------------------------- | --------------- | ----------------------------------------------------------------------- | ---- |
| 1호  |      | 항미정 (杭尾亭)            | 수원시 권선구 수인로 126(서둔동)                        | 농촌진흥청      | 1986년 4월 8일 지정                                                     |      |
| 2호  |      | 거북산당                   | 수원시 팔달구 영동 43-2                                 | 영동시장번영회  | 1986년 4월 8일 지정                                                     |      |
| 3호  |      | 수원 역대 목민관 송덕비군  | 수원시 영통구 창룡문길 443 수원박물관 및 수원역사박물관 | 수원시          | 1998년 9월 17일 지정                                                    |      |
| 4호  |      | 창성사지 (彰聖寺址)        | 수원시 장안구 상광교동 산41                             |                 | 1986년 4월 8일 지정, 2017년 5월 29일 해제, 경기도 기념물 제225호로 승격 |      |
| 5호  |      | 미륵당 (彌勒堂)            | 수원시 장안구 파장동 23-11                              | 이석재          | 1986년 4월 8일 지정                                                     |      |
| 6호  |      | 정유선생 묘                | 수원시 팔달구 하동 408-1                                | 온양정씨종중    | 1990년 1월 4일 지정                                                     |      |
| 7호  |      | 이목동 출토 석곽묘         | 수원시 영통구 창룡문길 443 수원박물관                   | 수원시          | 2006년 12월 26일 지정                                                   |      |
| 8호  |      | 꽃뫼 제사 유적지           | 수원시 팔달구 화서동 688-4                              | 수원시          | 1990년 1월 4일 지정                                                     |      |
| 9호  |      | 고색동 코잡이놀이 및 도당  | 수원시 권선구 고색동 381-4,13                           | 수원시          | 2003년 11월 27일 지정                                                   |      |
| 10호 |      | 이의동 길마재 줄다리기     | 수원시 영통구 이의동 길마재 지역                        |                 | 2003년 11월 27일 지정                                                   |      |
| 11호 |      | 버드내 산제당              | 수원시 권선구 세류3동 156-62                            | 수원시          | 2003년 11월 27일 지정                                                   |      |
| 12호 |      | 벌말 도당굿 및 도당        | 수원시 권선구 평동로 76번길 23-7                        | 최영근          | 2003년 11월 27일 지정                                                   |      |
| 13호 |      | 동래정씨 약사불            | 수원시 영통구 창룡문길 443 수원박물관                   | 수원시          | 2006년 12월 26일 지정                                                   |      |
| 14호 |      | 만석거 (萬石渠)            | 수원시 장안구 송죽동 239-2 등                           | 수원시          | 2006년 12월 26일 지정                                                   |      |
| 15호 |      | 숙지산 화성 채석장         | 수원시 팔달구 화서2동 산41 일원                         | 정주환 등       | 2006년 12월 26일 지정                                                   |      |
| 16호 |      | 화성관련 표석 일괄         | 수원시 일원                                             | 수원시          | 2006년 12월 26일 지정                                                   |      |
| 17호 |      | 전주류씨 효자정문          | 수원시 영통구 창룡문길 443 수원박물관                   | 수원시          | 2006년 12월 26일 지정                                                   |      |
| 18호 |      | 옛 수원문화원 건물         | 수원시 팔달구 교동 74-1, 74-2                           |                 | 2006년 12월 26일 지정, 2014년 9월 1일 해제, 등록문화재 제597호로 승격   |      |
| 19호 |      | 옛 부국원 건물             | 수원시 팔달구 교동 93-7                                 | 수원시          | 2006년 12월 26일 지정, 2017년 10월 23일 해제, 등록문화재 제698호로 승격 |      |
| 20호 |      | 능행차연시                 | 수원시 팔달구 인계동 1111                               | 수원시          | 2007년 6월 3일 지정                                                     |      |
| 21호 |      | 무예24기                   | 수원시 팔달구 남창동 67                                 | 수원시          | 2007년 6월 3일 지정                                                     |      |
| 22호 |      | 이고 묘역                  | 수원시 장안구 하광교동 산51-1                           | 여주이씨종중    | 2007년 6월 3일 지정                                                     |      |
| 23호 |      | 안동김씨 참의공파 세장묘역 | 수원시 영통구 이의동 산34-1, 42-1                       | 안동김씨종중    | 2007년 6월 3일 지정                                                     |      |

## 참고 문헌
- 수원시 홈페이지 - 공고/고시